# Krista Posch
Krista Posch (* 10. Januar 1948 in Bozen, Südtirol) ist eine Südtiroler Schauspielerin, Sängerin, Moderatorin und Synchronsprecherin. Sie hat in zahlreichen deutschsprachigen Produktionen bei Theater, Film und Fernsehen mitgewirkt.

## Leben und Karriere
Krista Posch wuchs in Bozen als Tochter des Südtiroler Politikers Pepi Posch (1914–1991) und der Kunst- und Antiquitätenhändlerin Elisabeth „Lily“ Kronau (1923–2013) auf, ihre Schwester war die Autorin und Medizinjournalistin Ursula Goldmann-Posch (1949–2016). Sie arbeitete vor ihrer Schauspielausbildung am Wiener Max Reinhardt Seminar als Sprecherin und Moderatorin beim Sender Rai Bozen und dem Bayerischen Rundfunk, München. Während ihrer Ausbildung spielte sie bereits am Theater in der Josefstadt, drehte ihre ersten Filme (z. B. Der Weg ins Freie), spielte die Eav bei den Tiroler Volksspielen in Die Eav – Die Wollust von Franz Kranewitter und die Hauptrolle der stigmatisierten Magd in Stigma von Felix Mitterer. Anschließend war sie von 1982 bis 1986 am Düsseldorfer Schauspielhaus und von 1986 bis 1991 am Bayerischen Staatsschauspiel in München engagiert. In Düsseldorf spielte sie unter anderem die Angelika in der Uraufführung Die bucklige Angelika von Jörg Graser und die Lena in Georg Büchners Leonce und Lena, in München u. a. die Dora in Die Gerechten von Camus, Shen Te Shui Ta in Der gute Mensch von Sezuan von Bertolt Brecht und die Rosalind in William Shakespeares Wie es euch gefällt, zudem hatte Krista Posch u. a. Gastengagements am Zürcher Schauspielhaus als Mascha in Drei Schwestern von Anton Tschechow und bei den Münchner Opernfestspielen als Agnes Bernauer in Carl Orffs Die Bernauerin.
Seit 1992 ist sie freischaffend und stand für viele Film- und Fernsehproduktionen vor der Kamera. Krista Posch spielte als Gast am Münchner Volkstheater die Helene Schweiger in Felix Mitterers In der Löwengrube und Terry Gutmann in Anne Mearas Erfolgskomödie Afterplay. An den Münchner Kammerspielen war Krista Posch in den Spielzeiten 2001/2002 bis 2004/2005 in Franz Wittenbrinks Liederabend Die Welt wird schöner mit jedem Tag zu sehen.
Darüber hinaus arbeitet Krista Posch für Film, TV, Rundfunk, Dokumentation und Hörspiel auch häufig mit ihrer Stimme. Sie ist bzw. war die Synchronstimme von Charlotte Rampling, Miranda Richardson, Marisa Paredes, Ellen Burstyn oder Julie Christie. Im Jahr 2000 moderierte sie die 14. Ausgabe der Songs an einem Sommerabend und trat dabei auch als Sängerin auf.
Krista Posch ist in zweiter Ehe mit dem Schauspieler Jan Eberwein verheiratet. Sie lebt und arbeitet in München.

## Auszeichnungen
- 1983: Förderpreis für Literatur der Landeshauptstadt Düsseldorf[4]
- 1989: Preis des Vereins der Freunde des bayerischen Staatsschauspiels
- 1990: Internationaler Theaterpreis von Quebec[5]

## Filmografie (Auswahl)

### Kino-Filme (Auswahl)
- 1981: Kopfstand, Regie: Ernst Josef Lauscher
- 2005: Stillleben, Regie: Marcel Ahrenholz
- 2006: Vier Töchter, Regie: Rainer Kaufmann
- 2024: Persona Non Grata, Regie: Antonin Svoboda

### TV-Filme (Auswahl)
- 1982: Der Weg ins Freie, Regie: Karin Brandauer
- 1985: Mord im Spiel, Regie: Hartmut Griesmayr
- 1988: Lockvögel, Regie: Rolf Silber
- 1993: Vom Mörder und seiner Frau, Regie: Wolfgang B. Heine[6]
- 1994: Ciao, Bello, Regie: Peter Patzak
- 1994: Die skandalösen Frauen, Regie: Xaver Schwarzenberger
- 1995: Tatort – Kolportage, Regie: Hans Noever
- 1995–96: Das Geständnis, Regie: Kitty Kino
- 1996: Tatort – Die Abrechnung, Regie: Markus Fischer
- 1997: Das ewige Lied, Regie: Franz Xaver Bogner
- 2000: Jenseits, Regie: Max Färberböck
- 2001: Die Wasserfälle von Slunj, Regie: Peter Patzak
- 2002: In einer Nacht wie dieser, Regie: Susanne Schneider
- 2004: Bauernprinzessin, Regie: Susanne Zanke
- 2004: Der Traum meines Mannes, Regie: Karl Kases
- 2006: Bauernprinzessin II – Kopf oder Herz, Regie: Susanne Zanke
- 2009: Bauernprinzessin III – In der Zwickmühle, Regie: Susanne Zanke
- 2010: Tatort – Lohn der Arbeit, Regie: Erich Hörtnagel
- 2012: Inga Lindström – Vier Frauen und die Liebe, Regie: Martin Gies
- 2021: Frühling – Große kleine Lügen, Regie: Thomas Kronthaler
- 2022: Der Bergdoktor – Im Frieden

### TV-Serien (Auswahl)
- 1987: Die Krimistunde (Fernsehserie, Folge 29, Episode: Orion)
- 1992: Happy Holiday
- 1992: Derrick – Tage des Zorns, Regie: Günter Gräwert
- 1993: Derrick – Die Lebensgefährtin, Regie: Günter Gräwert
- 1993: Derrick – Mann im Regen, Regie: Alfred Weidenmann
- 1994: Derrick – Nachts, als sie nach Hause lief, Regie: Helmut Ashley
- 1994: Der Alte – Trauma, Regie: Gero Erhardt
- 1995: Peter Strohm – Der Eierdieb
- 1995: Der Alte – Der Tod hat kein Lied, Regie: Helmuth Ashley
- 1998–1999: Zugriff (durchgehende Rolle) neben Holger Barthel, Michael Lähn
- 1999: Siska – Am seidenen Faden, Regie: Hans-Jürgen Tögel
- 1999: SOKO 5113, Regie: Peter Adam
- 2000: Der Bulle von Tölz: Eine tödliche Affäre
- 2001: Der Alte – Du wirst sterben, Regie: Helmuth Ashley
- 2001: Schlosshotel Orth, Regie: Karl Kases
- 2002: Der Alte – Es war Mord, Regie: Gero Erhardt
- 2004: Der Alte – Ein mörderisches Geheimnis, Regie: Gero Erhardt
- 2005: Die Rosenheim-Cops – Wasserleichen unter sich
- 2005: Der Alte – Tödliche Verstrickung, Regie: Hartmut Griesmayr
- 2005: Siska, Regie: Hans-Jürgen Tögel
- 2006: Der Alte – Racheengel, Regie: Hartmut Griesmayr
- 2007: Siska, Regie: Martin Gies
- 2008: SOKO Kitzbühel – Ein falsches Leben, Regie: Olaf Kreinsen
- 2008: Der Alte – Das zweite Kreuz, Regie: Hartmut Griesmayr
- 2017: Der Alte – Drei Jahre lebenslänglich, Regie: Michael Kreindl

## Synchronrollen (Auswahl)
Charlotte Rampling
- 2000: als Marie Drillon in Unter dem Sand
- 2002: als Elisabeth in Küss mich, wenn du willst
- 2003: als Sarah Morton in Swimming Pool
- 2005: als Alice Pollock in Lemming
- 2006: als Alice d'Abanville in Wir verstehen uns wunderbar
- 2010: als Direktorin Miss Emily in Alles, was wir geben mussten
- 2011: als Gaby in Melancholia
- 2012: als Anna in I, Anna
- 2015: als Kate Mercer in 45 Years
- 2016: als Ellen Kaye in Assassin’s Creed
- 2016: als Frances in London Spy (Fernsehserie)

### Filme
- 1991: Daisy Hall als Amanda Levy in Kreuzfahrt vor Manhattan
- 1992: Miranda Richardson als Ingrid Fleming in Verhängnis
- 1998: Madhuri Bhatia als Dr. Elizabeth Balraj in Dr. Sam Sheppard: Unschuldig verurteilt
- 2002: Claude Jade als Lucienne des Grassins in Eugénie Grandet (1994)
- 2003: Maureen Lipman als Dora Breslauer in Supertex – Eine Stunde im Paradies
- 2004: Julie Christie als Madame Rosmerta in Harry Potter und der Gefangene von Askaban
- 2009: Stina Ekblad als Maj Fjellgren in Eine vernünftige Lösung

### Serien
- 1995: Margaret Avery als Alice Shaw in Time Trax – Zurück in die Zukunft
- 1995: Mary-Margaret Humes als Tulsa Giles in Time Trax – Zurück in die Zukunft
- 1998: Mo Gaffney als Dr. Sheila Kleinman in Verrückt nach dir
- 1998: Berlinda Tolbert als Mrs. Heck in Sabrina – Total Verhext!

## Theaterengagements (Auswahl)
- 2008–10: Theatergastspiele Kempf – In allen Ehren / Murray / Honor – Regie: Pia Hänggi
- 2004: Bayerisches Staatsschauspiel – Triptychon / O’Brien / Pauline – Regie: Harald Clemen
- 2002–03: Münchner Volkstheater – Nicht Fisch – Nicht Fleisch / Kroetz / Emmi – Regie: Ruth Drexel
- 2001: Münchner Volkstheater – Afterplay / Meara – Terry Guteman – Regie: Brian Michaels
- 2001–03: Münchner Kammerspiele – Die Welt wird schöner mit jedem Tag / Wittenbrink / Liederabend – Regie: Franz Wittenbrink
- 1995: Zürcher Schauspielhaus – Drei Schwestern / Cechov / Mascha – Regie: Dieter Giesing
- 1986–91: Bayerisches Staatsschauspiel – Der Tod und das Mädchen / Dorfmann / Paulina Salas – Regie: Volker Hesse
- 1986: Wie es Euch gefällt / Shakespeare / Rosalinde – Regie: Wolfgang Engel
- 1986: Die Pfarrhauskomödie / Lautensack / Irma Prechtl – Regie: Volker Hesse
- 1986: Der Gute Mensch von Sezuan / Brecht / Shen Te – Regie: Omeri Nitzan
- 1986: Korbes / Dorst / Die Tochter – Regie: Jaroslav Chundela
- 1986: Die Gerechten / Camus / Dora – Regie: Mario Andersen
- 1985: Münchner Opernfestspiele – Die Bernauerin / Orff / Agnes Bernauer – Regie: August Everding
- 1982: Tiroler Volksschauspiele – Stigma / Mitterer / Die stigmatisierte Magd – Regie: Ruth Drexel
- 1982–86: Düsseldorfer Schauspielhaus  Ghetto / Sobol / Die jüdische Sängerin – Regie: David Levine

## Hörspiele (Auswahl)
- 1995: Jürgen Becker: Bahnhof am Meer. Regie: Hans Gerd Krogmann. Produktion: WDR/SWF
- 1995: Peter Høeg: Fräulein Smillas Gespür für Schnee (Frøken Smillas fornemmelse for sne). Hörspielbearbeitung: Valerie Stiegele, Regie: Hermann Naber. Produktion: SWF/NDR
- 2003: Carlo Fruttero/Franco Lucentini: Die Farbe des Schicksals (Orakel) – Regie: Hans Gerd Krogmann (Hörspiel – SWR)
- 2003: Friedrich Bestenreiner: Code Black – Regie: Christoph Pragua
- 2004: Rolf Schneider: Die Affäre d'Aubrey (Mari Marguerite de Brinvillier) – Regie: Walter Niklaus (Hörspiel – MDR/RBB)
- 2005: Anne Chaplet: Nichts als die Wahrheit (Anne Burau). Regie: Walter Adler. Produktion: Bayerischer Rundfunk. Als Podcast/Download im BR Hörspiel Pool.[7]
- 2016: Virginia Woolf: Zum Leuchtturm (To the Lighthouse) (Mrs. Ramsay). Regie: Katja Langenbach. Produktion: BR Hörspiel und Medienkunst. Als Podcast/Download im BR Hörspiel Pool.[8]
- 2016: Ingo Schulze: Augusto, der Richter. Regie: Ulrich Lampen, Produktion: MDR/BR. Als Podcast/Download im BR Hörspiel Pool.[9]
- 2017: Patricia Görg: Ein klirrender Hauch von Kristall – Kunckels Kunst (Erste Erzählerin). Regie: Hans Gerd Krogmann (Hörspiel – Deutschlandradio Kultur)
- 2018: Mirna Funk: Auf einem einzigen Blatt Papier. Rolle: Rachel, Regie: Stefanie Ramb, Produktion: BR 2018. Als Podcast/Download in der ARD Audiothek[10]